# Landtagswahlkreis Düsseldorf II
Der Landtagswahlkreis Düsseldorf II ist ein Landtagswahlkreis in Düsseldorf, der Landeshauptstadt von Nordrhein-Westfalen. Er umfasst die Stadtbezirke 2 und 7, den Stadtteil Rath, der im Stadtbezirk 6 liegt, sowie die Stadtteile Eller und Lierenfeld, die dem Stadtbezirk 8 angehören.

## Landtagswahl 2022
Wahlberechtigt zur Landtagswahl 2022 waren 109.302 Einwohner des Wahlkreises. Die Wahlbeteiligung lag bei 55,3 %.
| Direktkandidat           | Erststimmen in % | Partei   | Zweitstimmen in % |
| ------------------------ | ---------------- | -------- | ----------------- |
| Marco Schmitz            | 31,3             | CDU      | 30,6              |
| Oliver Schreiber         | 27,3             | SPD      | 23,4              |
| Christine Rachner        | 7,9              | FDP      | 7,5               |
| Maximilian Schmitz       | 4,0              | AfD      | 4,1               |
| Lukas Mielczarek         | 22,9             | GRÜNE    | 25,0              |
| Edith Bartelmus-Scholich | 2,4              | LINKE    | 2,6               |
| Sonstige                 | 4,2              | Sonstige | 6,8               |

Der gewählte Wahlkreisabgeordnete Marco Schmitz (CDU) konnte sein Mandat verteidigen.

## Landtagswahl 2017
Wahlberechtigt zur Landtagswahl 2017 waren 99.022 Einwohner des Wahlkreises. Die Wahlbeteiligung lag bei 66,2 %.
| Direktkandidat     | Erststimmen in % | Partei  | Zweitstimmen in % |
| ------------------ | ---------------- | ------- | ----------------- |
| Marco Schmitz      | 35,2             | CDU     | 29,6              |
| Martin Volkenrath  | 32,5             | SPD     | 28,1              |
| Monika Düker       | 7,3              | GRÜNE   | 8,4               |
| Sönke Willms-Heyng | 10,0             | FDP     | 16,1              |
| Patrick Schiffer   | 1,4              | PIRATEN | 1,0               |
| Özlem Alev Demirel | 6,0              | LINKE   | 6,7               |
| Nic Peter Vogel    | 5,6              | AfD     | 6,4               |
| Übrige             | 1,9              | Übrige  | 3,8               |

Neben dem erstmals gewählten Wahlkreisabgeordneten Marco Schmitz (CDU), der das Mandat nach fünf Jahren von der SPD zurückgewinnen konnte, wurden die Direktkandidaten der Grünen, Monika Düker, und der AfD, Nic Peter Vogel, über die Landeslisten ihrer Partei in das Parlament gewählt.

## Landtagswahl 2012
Wahlberechtigt zur Landtagswahl 2012 waren 98.997 Einwohner des Wahlkreises. Die Wahlbeteiligung lag bei 59,4 %.
| Direktkandidat   | Erststimmen in % | Partei  | Zweitstimmen in % |
| ---------------- | ---------------- | ------- | ----------------- |
| Karl-Heinz Krems | 40,0             | SPD     | 35,4              |
| Jens Petersen    | 32,0             | CDU     | 24,1              |
| Monika Düker     | 11,5             | GRÜNE   | 14,1              |
| Veronika Dübgen  | 5,7              | FDP     | 12,0              |
| Nils Böhlke      | 3,2              | LINKE   | 3,2               |
| Frank Grenda     | 7,6              | PIRATEN | 7,8               |

Der Wahlkreisgewinner Karl-Heinz Krems wurde vor der konstituierenden Sitzung des Landtags am 31. Mai 2012 zum Staatssekretär ins Justizministerium berufen und trat daher sein Mandat nicht an. Als einzige der Kandidaten verfügt damit die über die Landesliste eingezogene Monika Düker von Bündnis 90/Die Grünen über ein Mandat, da Jens Petersen von der CDU auch nicht über die Landesliste in den Landtag einzog.

## Landtagswahl 2010
Wahlberechtigt zur Landtagswahl 2010 waren 98.909 Einwohner des Wahlkreises. Die Wahlbeteiligung lag bei 59,4 %.
| Direktkandidat     | Erststimmen in % | Partei  | Zweitstimmen in % |
| ------------------ | ---------------- | ------- | ----------------- |
| Jens Petersen      | 38,7             | CDU     | 33,6              |
| Karl-Heinz Krems   | 35,0             | SPD     | 30,3              |
| Monika Düker       | 12,6             | GRÜNE   | 15,7              |
| Veronika Dübgen    | 4,0              | FDP     | 7,8               |
| Frank Laubenburg   | 5,7              | LINKE   | 6,5               |
| Andre Maniera      | 1,0              | REP     | 0,8               |
| Katja Rätke        | 0,2              | BüSo    | 0,1               |
| John Ovali         | 1,6              | PIRATEN | 1,8               |
| Horst Welters      | 0,9              | pro NRW | 0,9               |
| Christiane Schnura | 0,2              | DKP     | -                 |

## Landtagswahl 2005
Wahlberechtigt zur Landtagswahl 2005 waren 98.309 Einwohner des Wahlkreises. Die Wahlbeteiligung lag bei 63,0 %.
| Direktkandidat         | Partei            | Stimmen in % |
| ---------------------- | ----------------- | ------------ |
| Bernhard Flessenkemper | SPD               | 36,8         |
| Jens Petersen          | CDU               | 41,0         |
| Gerhild Kocks          | FDP               | 7,4          |
| Monika Düker           | GRÜNE             | 7,7          |
| Andre Maniera          | REP               | 0,7          |
| Helmut Goldenstedt     | PDS               | 1,1          |
| Ntshwarele Ndukula     | BüSo              | 0,1          |
| Gunter Kretschmann     | NPD               | 0,8          |
| Markus Middell         | ödp               | 0,2          |
| Ernst Dahlmann         | Graue             | 1,8          |
| Winny Maria Dehn       | WASG              | 2,0          |
| Peter Kribbel          | Unabh. Kandidaten | 0,3          |

## Wahlkreissieger
| Jahr | Wahlkreisname         | Gebiet | Direktmandat        | Partei |
| ---- | --------------------- | --- | ------------------- | ------ |
| 1947 | 44 Düsseldorf-Nordost | Teile von Düsseldorf                                                                                                   | Karl Arnold         | CDU    |
| 1950 | 44 Düsseldorf-Nordost | Teile von Düsseldorf                                                                                                   | Karl Arnold         | CDU    |
| 1954 | 44 Düsseldorf-Nordost | Teile von Düsseldorf                                                                                                   | Karl Arnold         | CDU    |
| 1958 | 44 Düsseldorf II      | Düsseldorf (nordöstlicher Teil)                                                                                        | Maria Hölters       | CDU    |
| 1962 | 44 Düsseldorf II      | Düsseldorf (nordöstlicher Teil)                                                                                        | Maria Hölters       | CDU    |
| 1966 | 45 Düsseldorf II      | Düsseldorf (nordöstlicher Teil)                                                                                        | Karl Trabalski      | SPD    |
| 1970 | 45 Düsseldorf II      | Düsseldorf (nordöstlicher Teil)                                                                                        | Karl Trabalski      | SPD    |
| 1975 | 45 Düsseldorf II      | Düsseldorf (nordöstlicher Teil)                                                                                        | Maria Hölters       | CDU    |
| 1980 | 45 Düsseldorf II      | Stadtbezirke 2 und 7                                                                                                   | Karl Trabalski      | SPD    |
| 1985 | 45 Düsseldorf II      | Stadtbezirke 2 und 7                                                                                                   | Karl Trabalski      | SPD    |
| 1990 | 45 Düsseldorf II      | Stadtbezirke 2 und 7                                                                                                   | Carla Boulboullé    | SPD    |
| 1995 | 45 Düsseldorf II      | Stadtbezirke 2 und 7                                                                                                   | Claudia Scheler     | SPD    |
| 2000 | 46 Düsseldorf II      | Stadtbezirke 2 und 8                                                                                                   | Bernd Flessenkemper | SPD    |
| 2005 | 41 Düsseldorf II      | Stadtbezirke 2 und 7, vom Stadtbezirk 8 die Stadtteile Eller und Lierenfeld                                            | Jens Petersen       | CDU    |
| 2010 | 41 Düsseldorf II      | Stadtbezirke 2 und 7, vom Stadtbezirk 8 die Stadtteile Eller und Lierenfeld                                            | Jens Petersen       | CDU    |
| 2012 | 41 Düsseldorf II      | Stadtbezirke 2 und 7, vom Stadtbezirk 8 die Stadtteile Eller und Lierenfeld                                            | Karl-Heinz Krems    | SPD    |
| 2017 | 41 Düsseldorf II      | Stadtbezirke 2 und 7, vom Stadtbezirk 8 die Stadtteile Eller und Lierenfeld                                            | Marco Schmitz       | CDU    |
| 2022 | 42 Düsseldorf II      | Stadtbezirke 2 und 7, vom Stadtbezirk 6 der Stadtteil Rath sowie vom Stadtbezirk 8 die Stadtteile Eller und Lierenfeld | Marco Schmitz       | CDU    |